# Park prirode Učka
Park prirode Učka se nalazi u planinskom masivu Učke u Hrvatskoj, u blizini grada Rijeke i obuhvaća površinu od 160 četvornih kilometara. Park prirode je proglašen zaštićenim područjem 1999. godine. Blizina mora pogoduje specifičnoj klimi i bujnoj vegetaciji do vršnih predjela. Mnoge zaštićene i rijetke životinjske i biljne vrste se stoga mogu naći u rezervatu.

## Opći podaci
- Obuhvat: područje masiva Učke i dijela Ćićarije
- Površina: 160 km2
- Najviši vrhovi: Vojak 1396 m, Veli Planik 1272 m
- Akti i godišnja proglašenja: Zakon o proglašenju Parka prirode "Učka" (N.N. 45/99); travanj, 1999.
- Županije: Istarska i Primorsko-goranska županija
- Gradovi: Opatija
- Općine: Kršan, Lanišće, Lovran, Lupoglav, Matulji i Mošćenička Draga

## Geologija i hidrologija
Stijene koje izgrađuju planinu Učku nastajale su u velikom oceanu Tetis tijekom dugog geološkog vremena od razdoblja Krede (prije 140 milijuna godina), pa sve do sredine Tercijara (prije 30 milijuna godina). Taloženjem mineralnih skeletnih ostataka vodenih organizama tijekom milijuna godina, nastajali su debeli slojevi taloga koji su, postupnim procesima kompakcije i cementacije, na kraju pretvoreni u čvrstu stijenu – vapnenac. O tome svjedoče brojni fosili koje nalazimo u taložnim vapnenačkim stijenama. Sudar Afričke ploče s Euroazijskom, koji je započeo još krajem Krede prije 65 milijuna godina, a traje i danas, uzrokovao je smanjenje oceana što je popraćeno intenzivnim tektonskim pokretima.
Vodoravni su se slojevi (prvotno istaloženi na dnu oceana) naborali, razlomili i izdigli iz mora te stvorili goleme planinske lance kao što su Alpe i Dinaridi, a čiji je dio i Učka. Njihovim je trošenjem u dublje dijelove mora stizao, povremeno nošen podmorskim lavinama, sitnozrnasti sediment od kojeg su nastale uslojene stijene koje nazivamo fliš.
Od današnjih geoloških obilježja Parka prirode "Učka" možemo (pored geomorfološkog spomenika prirode Vela Draga) kao vrijedne i zanimljive geološke formacije izdvojiti Krvavu stijenu na jugozapadnom dijelu Učke i Stijenu pod Brestom na Ćićariji. Krški teren Učke obiluje speleološkim objektima kojih, prema do sada poznatim podacima, ima gotovo 200. Također su u podzemlju Učke dosada zabilježene neke endemske vrste podzemne faune, a brojni su i arheološki i povijesni nalazi iz različitih špilja i jama u Parku.
U hidrološkom i hidrogeološkom smislu područje planinskog hrpta Učke pripada slivu rijeke Raše (zapadno) i slivu priobalnih izvora od Plominske drage do uvale Preluka (istočno). Vršni hrbat sjeverne Učke sačinjava posebno zanimljivu hidrogeološku cjelinu. Raspucani i okršeni gornjokredni vapnenci, u kojima je oblikovan hrbat, su, zbog svoje velike upojnosti i vodopropusnosti, kolektori podzemnih voda. Vapnenci su navučeni, odnosno leže na vodonepropusnim naslagama fliša. Zbog toga se višak akumulirane podzemne vode prelijeva na dodiru fliša i vapnenaca pa se u podnožju grebena nalazi više izvora. Voda ovih izvorišta je izuzetno visoke kakvoće te se koristi za potrebe vodoopskrbe liburnijskog područja. Na padinama Učke morfološki je izraženo više duboko usječenih bujičnih dolina kilometarskih dimenzija. One su većinom suhe, a samo u razdobljima dovoljno obilnih padalina nastaju veće količine vode zbog čega ih nazivamo bujičnim tokovima. Što se tiče stajaćih voda na području Parka, bilježimo četrdesetak lokvi koje, uz spomenute bujične vodotoke, predstavljaju posebno značajna staništa slatkovodne flore i faune.
Geomorfološki spomenik prirode Vela draga Među vrijednostima nežive prirode Parka posebno mjesto zauzima kanjon Vela draga. Ovaj lokalitet zaštićen je prije više desetljeća kao geomorfološki spomenik prirode, a odlikuje se slikovitim soliternim vapnenačkim stupovima i stijenama koji predstavljaju izuzetnu geomorfološku i krajobraznu vrijednost. Smatra se da je kanjon nastao taloženjem vodoravnih slojeva paleogenskih vapnenaca nakon čega je uslijedilo tektonsko izdizanje i raspucavanje. Sadašnji je izgled Vela draga poprimila postepenom i dugotrajnom erozijom i okršavanjem. U odlomcima stijena na siparu vidljivi su brojni fosilni ostaci različitih foraminifera i školjaka koji svjedoče o bogatoj geološkoj povijesti i paleookolišu u kojem su živjeli. Uz jedinstvena geološka obilježja Vela draga posjeduje i brojna druga: pripadnike rijetke ornitofaune, arheološke nalaze iz špilje Pupićina peć te raznoliku floru. Kanjon još od 30-tih godina prošlog stoljeća posjećuju čuveni alpinisti, a danas je za poklonike slobodnog penjanja jedna od najpopularnijih lokacija u Hrvatskoj.

## Biološka raznolikost
Istražujući Učku i Ćićariju prolazimo kroz nekoliko različitih visinskih pojasa šumske vegetacije. Šume hrasta medunca i bijelog graba, koje su u Parku manje zastupljene, nalaze se u najnižim dijelovima Parka. Šume kestena i maruna mjestimično zauzimaju i veće površine jer su ih ljudi oduvijek sadili na ovim prostorima kao voćke. Česti su stanovnici kestenovih šuma različite ptice dupljašice, vjeverica (Sciurus vulgaris) i sivi puh (Myoxus glis). Velike površine u Parku do 600 m n. v. zauzimaju šume crnog graba koje su u središnjim područjima Parka odvojene prostranstvima bukovih šuma. Primorska šuma bukve obrasta prostranstva Učke i Ćićarije u višim dijelovima Parka te je dom mnogim vrstama sisavaca kao što su: šumska voluharica (Clethrionomys glareolus), divlja svinja (Sus scrofa), srna (Capreolus capreolus) i dr. Kao vegetacijsku posebnost bitno je spomenuti i zonu pretplaninske šume bukve koja se razvila na samom vršnom grebenu, a koju karakteriziraju kržljava i kriva stabla ponekad znatne starosti i slikovitosti.
Uz šumske i travnjačke površine, stijene i točila su staništa na kojima možemo pronaći neke od najrjeđih i najosjetljivijih biljnih i životinjskih vrsta u Parku. Stijene vršnog dijela Učke prava su floristička Meka, jer se na njima, gotovo neposredno jedne uz druge, nalaze vrste alpskog i submediteranskog, odnosno mediteransko-montanskog afiniteta. Greben Učke nastanjava stenoendem učkarski zvončić (Campanula tommasiniana) koji je od čitave planete zemlje izabrao upravo Učku za svoj dom. Stjenovita su staništa i mjesta s bogatom faunom ptica gdje susrećemo modrokosa (Monticola solitarius), kamenjara (Monticola saxatilis), sivog sokola (Falco peregrinus) i ušaru (Bubo bubo). Često se na stijenama Sisola, Bresta i Suhog vrha mogu vidjeti suri orao (Aquila chrysaetos) i bjeloglavi sup (Gyps fulvus) u potrazi za hranom ili u preletu. Uz nekoliko vrsta guštera i zmija, Učka predstavlja i enklavu reliktne velebitske gušterice (Lacerta horvathi), vrste alpsko-dinarskog rasprostranjenja koja je na Učki prisutna samo na području vršnog grebena.
Livade i travnjaci Učke i Ćićarije, zbog osebujne i bogate flore, predstavljaju prije svega značajan spremnik bioraznolikosti živog svijeta. Ovdje nalazimo čitav niz rijetkih, ugroženih i zaštićenih biljnih vrsta poput: lukovičavog ljiljana (Lilium bulbiferum), kranjskog ljiljana (Lilium carniolicum), ilirske gladiole (Gladiolus illyricus), nekoliko vrsta sirištara (Gentiana sp.), zvončića (Campanula sp.), gorske sase (Pulsatilla montana), jaglaca (Primula sp.), uskolisnog plućnjaka (Pulmonaria angustifolia), raznih orhideja (Orchidaceae), glavočika (Asteraceae), karanfila (Dianthus sp.) i brojnog drugog bilja, često šarolikih i dekorativnih cvjetova koje izletnici, iako ne bi smjeli, ipak povremeno beru. Leptiri, kao što su šumski crni okaš (Erebia medusa), crni apolon (Parnassius mnemosyne), kozlinčev plavac (Glaucopsyche alexis) ili kukac Saga pedo, upotpunjuju tezu o bogatoj bioraznolikosti ovih staništa.
S flišne podloge Učke teče veći broj malih izvora i vodotoka koji svojim postojanjem upotpunjuju raznovrsni mozaik staništa na području Parka. Vlažna staništa su osobito bitna za raznolikost kukaca i vodozemaca. Ličinke tulara (Trichoptera) i vodencvjetova (Ephemeroptera), dvokrilaca (Diptera) i vretenaca (Odonata) mogu se pronaći u gotovo svakom izvoru ili lokvi. Često će se nakon kiše u vlažnim udolinama i usjecima naići na pjegavog daždevnjaka (Salamandra salamandra), a u proljeće su, kad se Učka probudi iz zimskog sna, lokve i bare duž Parka prepune ličinki ovih životinja. Za vodu su vezane i 3 vrste vodenjaka: planinski (Triturus alpestris), ilirski (Triturus vulgaris meridionalis) i veliki (Triturus carnifex) te žabe: žuti mukač (Bombina variegata), krastača (Bufo bufo), gatalinka (Hyla arborea) i šumska žaba (Rana dalmatina).

## Čovjekova baština - suživot čovjeka i prirode
Djelovanje čovjeka na nekom prostoru redovito je uvjetovano prirodnim resursima i obilježjima što jasno razaznajemo prateći povijest čovjeka i njegove baštine na Učki. Zbog prirodne strukture reljefa te njegove razvedenosti i morfologije, najbolje i najviše su zastupljeni spomenici kulturne baštine koji datiraju iz razdoblja prapovijesti, a to su u prvom redu pećinski objekti, naselja na otvorenom i visinska naselja ili gradine. Uz sama se nalazišta vežu brojni nalazi materijalne kulture: osteološki, antropološki te drugi oblici očuvanih predmeta iz čovjekove svakodnevne i kulturološke djelatnosti. U razdoblju antike i srednjeg vijeka Učka nije toliko pogodna za duža naseljavanja i boravljenja na visoravnima ili nepristupačnim obroncima, a razlog tome je promjena načina života, privrede i trgovinske mreže. No, tada Učka služi kao spojnica između Istre i kontinentalnog dijela Hrvatske pa je presijecaju brojni putovi, prometnice ili odmorišta, osobito u odlučujućim vremenima velikih seoba i pomicanja stanovništva diljem europskog kopna. Daljnjim razvojem privrede, novih životnih potreba i standarda, Učka postaje ruralno-ambijentalno središte, a to se najviše raspoznaje u tipičnoj ruralnoj arhitekturi, sakralnim, glagoljskim i drugim spomenicima. Svoje tragove ostavilo je i razdoblje klasicizma i secesije iz vremena vladavine Austro-Ugarske monarhije, najčešće u vidu javne arhitekture vezane uz ceste, vode ili šume.
Specifična estetika krajobraza Učke nastala je ispreplitanjem tradicionalne ljudske djelatnosti vezane prvenstveno uz poljoprivredu, stočarstvo i korištenje šuma s prirodnim obilježjima prostora. Čovjek je svojim radom i dugotrajnim gospodarenjem resursima oblikovao izvorne kultivirane pejzaže čija su obilježja brojni suhozidi, pastirski stanovi i drugi elementi graditeljske baštine koji danas tvore autentično kulturno-povijesno naslijeđe. Ovaj sklad prirodnog i antropogenog ujedno je i glavni motiv mnogobrojnim urbanim posjetiteljima Parka da se zadrže i vrate, te svaki put iznova osjete svu snagu i privlačnost iskonske prirode i čovjekove tradicije koja je na ovoj planini duboko ukorijenjena.
Unatoč postepenom zapuštanju tradicionalne poljoprivredne proizvodnje, autohtoni poljoprivredni proizvodi i prirodni plodovi i danas su okosnica turističkog identiteta regije. Maruni, šparoge, trešnje i rakije od meda i imele samo su dio gastronomske ponude koju svakako preporučamo posjetiteljima Učke. Od nekada vrlo razvijenog stočarstva na Učki danas je uglavnom preostalo ovčarstvo, a kao simbol Istre i Učke posebno spominjemo Istarsko govedo ili boškarin kojeg nalazimo i na zaštitnom znaku Parka prirode Učka.

## Klimatska obilježja
Masiv Učke predstavlja prirodnu barijeru između blage kontinentalne klime unutrašnje Istre te izrazito mediteranske klime Kvarnerskog zaljeva. Klima Parka prirode Učka općenito je uvjetovana geografskim položajem, naime, u blizini prolazi 45 paralela. Na ovim prostorima izmjenjuju se, uglavnom, tri različita karakteristična tipa vremena. Oni se mijenjaju zavisno o sezonskim strujanjima atmosfere i izmjenama različitih zračnih masa – ciklona i anticiklona. Tijekom hladnijeg dijela godine učestalo se javljaju dva tipa vremena – onaj karakteriziran pojavom vjetra jugoistočnjaka (jugo) s relativno visokom i konstantnom temperaturom i kišonosnim oblacima, te klimatski tip čije je obilježje bura koju obično prati bistra atmosfera s dobrom vidljivošću te niske temperature. Neporemećeno vrijeme je tip vremena koji vlada za vrijeme stabilnih općih vremenskih prilika, a najizrazitiji je i najučestaliji ljeti ili početkom jeseni za vrijeme anticiklona.
Prema Köppenovoj klasifikaciji klime, Opatija i uski priobalni pojas imaju umjereno toplu kišnu klimu bez suhog razdoblja i s vrućim ljetom (klasifikacijska oznaka Cfa). Najtopliji mjesec u godini ima srednju temperaturu veću od 22°C, ali nema izrazitog suhog razdoblja. Najmanje oborina ima ljeti, a najviše u kasnu jesen i proljeće. Prema Köppenu se ovakav tip klime naziva klima kamelije. Viši dijelovi Parka imaju umjereno toplu kišnu klimu s toplim ljetom (Cfb) ili klimu bukve, a karakteristike su joj da je srednja temperatura najtoplijeg mjeseca u godini manja od 22°C, uz barem četiri mjeseca u godini sa srednjom temperaturom iznad 10°C. Najmanje oborina ima ljeti.

## Atrakcije
Vojak – u bogatstvu planinske vegetacije i endemičnih vrsta ističe se stjenoviti greben najvišeg vrha Učke, a sa stare kule-vidikovca, izgrađene početkom prošlog stoljeća, pruža se veličanstven pogled na Istru, Kvarnerski zaljev s otocima, planine Gorskog kotara, Velebit, Alpe i Italiju. Na kuli se mogu dobiti informacije o Parku, a postavljeni teleskopi pružaju još bolji pogled na okolne krajolike. U neposrednoj blizini nalazi se i uzletište za slobodno letenje ovjesnim jedrilicama i padobranskim jedrima.
klanac Vela draga – ovaj prirodni fenomen, klesan tijekom dugog geološkog razdoblja (još od vremena krede) potresima, vjetrovima, suncem i vodom, danas je zaštićen u kategoriji geomorfološki spomenik prirode. Na samom rubu kanjona uređeni su vidikovac i odmorište te izložba na otvorenom.
Zagrad – Kožljak - u sjeni masiva Učke smješteni su ostaci ranosrednjovjekovnog kožljačkog kaštela mističnog izgleda koji još i danas skrivaju tajne iz vremena u kojem je bio naseljen.
kanjon Mošćeničke Drage – jedna od najljepših bujičnih dolina, sa svojim strmim, duboko usječenim stjenovitim stranama i još uvijek obrađenim terasama iznad kojih dominira Učka, odlikuje se iznimnom slikovitošću krajobraza te bogatom florom, faunom i povijesnim naslijeđem.
Brajkov vrh – Korita – stjenoviti Brajkov vrh u čijem je podnožju stalni izvor koji se prelijeva iz jednog korita u drugo, predstavlja prizor iz idile u srcu Ćićarije. U neposrednoj blizini smješten je planinarski dom PD “Glas Istre”.
Veli Planik – s najvišeg vrha sjevernog dijela masiva Učke, koji svojim golim i stjenovitim vrhom strši kao kontrast u gustoj šumi Ćićarije, pruža se jedinstven pogled od 360 stupnjeva.

## Rekreacija
Obzirom na zaštićeni status područja, u Parku prirode "Učka" poželjni su i potiču se oni oblici rekreacije na otvorenom koji ne ugrožavaju njegova vrijedna prirodna i ljudskom rukom stvorena obilježja. Ovdje spomenute aktivnosti objedinjene su pod zajedničkim nazivom “Učka outdoor”, pa informacije o mogućnostima bavljenja pojedinim sportom zainteresirani mogu dobiti putem brošura, tabli i oznaka koje nose odgovarajući zaštitni znak (LOGO UČKA OUTDOOR) ili u Javnoj ustanovi "Park prirode Učka".
- Planinarenje - Ljepota visokog gorja, želja za spoznajom prirode i želja za rekreacijom na Učku privlači velik broj planinara već oko 200 godina, što im omogućuju mnogobrojne uređene i označene planinarske staze. Najpoznatija planinarska odredišta su Vojak, Suhi vrh, Veli Planik, Korita i Sisol.
- Alpinizam - Stijene Vele drage odigrale su važnu ulogu u razvoju alpinizma, a početke penjanja bilježimo još davne 1931.g. Do danas je Vela draga postala međunarodno poznato i rado posjećeno penjalište s preko 50 uređenih smjerova različitih težina. Osim toga, u neposrednoj blizini Parka u Općini Mošćenička Draga uređena su penjališta na stijenama Zijavice i u kanjonu Mošćeničke Drage.
- Speleologija - Većina poznatih speleoloških objekata u Parku prirode "Učka" tipični su krški ponori, pa je za njihovo posjećivanje potrebna posebna vještina i oprema. Svi speleološki objekti na području Parka zakonom su zaštićeni, a za dozvolu za posjećivanje valja se obratiti Javnoj ustanovi Park prirode "Učka".
- Brdski biciklizam - U Parku prirode "Učka" i na okolnom području uređeno je 8 staza za brdski biciklizam. Staze prolaze atraktivnim prirodnim predjelima, a jer su različitih težina mogu ih koristiti i različite kategorije biciklista, od rekreativaca do iskusnih natjecatelja.
- Slobodno letenje - Gotovo od samih početaka modernog slobodnog letenja, tj. letenja zmajem i padobranskim jedrom, Učka privlači letače koji tu održavaju i različita domaća i međunarodna natjecanja. Na području Parka nalazi se registrirano letjelište “Učka” s uzletištima na lokacijama Vojak i Brgud.
- Pustolovne utrke - Pustolovne utrke su aktivnost novijeg datuma, a sastoje se od različitih disciplina kao što su planinarenje, alpinizam, biciklizam, veslanje i druge. Na području Parka prirode "Učka" svake se godine održava nekoliko pustolovnih utrka koje neprestano stječu sve veći broj poklonika željnih aktivnog boravka u prirodi.

## Upravljanje Parkom
Javna ustanova Park prirode "Učka" upravlja Parkom prirode "Učka" i geomorfološkim spomenikom prirode Vela draga koji se nalazi unutar granica Parka. Javna ustanova je osnovana Uredbom o osnivanju Javne ustanove "Park prirode Učka" (N.N. 96/99) koju je donijela Vlada Republike Hrvatske. Za provedbu propisa na području Parka zadužena je služba nadzora.
Neki od najvažnijih ciljeva upravljanja su:
- Zaštita i očuvanje resursa
- Omogućiti javnosti uživanje i razumijevanje posebnih vrijednosti Parka
- Potpora gospodarskoj i socijalnoj dobrobiti lokalne zajednice
- Tumačenje
- Edukacija
- Istraživanja
- Rekreacija
- pravila ponašanja

Zabranjeno je:
- voziti off-road i izvan javnih prometnica
- bacati otpad
- uništavati i odnositi špiljski nakit, fosile i minerale
- uništavati biljke, životinje i gljive
- paliti vatru
- kampirati
- stvarati buku
- unositi strane vrste

## Poveznice
- Park prirode
- Hrvatski nacionalni parkovi i parkovi prirode
- Planina Učka

## Vanjske poveznice
- Park prirode Učka